# Ксанское ущелье
Кса́нское уще́лье (осет. Чысангом, груз. ქსნის ხეობა) — ущелье на востоке частично признанного государства Южная Осетия (восток Ленингорского района РЮО) или, по законам Грузии, на востоке Ахалгорского муниципалитета края Мцхета-Мтианети.

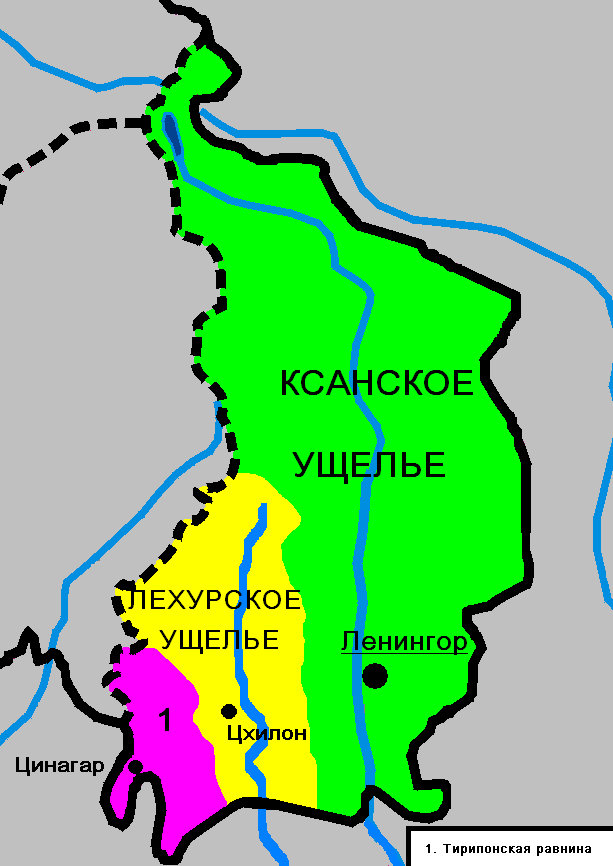
Ксанское ущелье Ленингорского района

## География
Расположено в долине реки Ксани (осет. Чысандон)
В ущелье находится административный центр района — посёлок Ленингор (груз. Ахалгори).

## Население
До начала 1990-х годов население ущелья состояло почти наполовину из грузин и осетин. Последние населяли крайне северную часть (сёла Цгойта, Науихеу (Навихеви) и др.) и крайне южную часть ущелья (сёла Бежантикау, Ахалдаба, Гарубани, Фаткуджин, Салбиери, Монастер, Цандар, Гду и др.), а также райцентр Ленингор, где большую долю составляли и армяне. Грузины населяли в основном среднюю часть ущелья (сёла Икоти, Канчавети, Цирколи, Коринта, Курта, Садзегури, Ларгвиси, Балаани и др.) и сам райцентр.
После грузино-южноосетиского конфликта начала 1990-х годов сотни осетин вынуждены были бежать в Северную Осетию, хотя прямых военных действий в ущелье не было, как и в 2008 году. По переписи 1989 года во всём Ленингорском районе было 12,1 тысяч жителей, в том числе 6,5 тысяч грузин (53,8 %) и 5,3 тысяч осетин (44,2 %), а также около 0,3 тысяч армян (2,5 %).
До Августа 2008 года Грузия контролировала ущелье, включая его административно в Ахалгорский район края Мцхета-Мтианети. По переписи 2002 года здесь проживало 7.703 жителя (без осетинского Лехурского ущелья), из которых 6.520 человек составляли грузины (84,6 %), 1.110 человек — осетины (14,4 %), 37 человек — армяне (0,5 %), 20 человек — русские (0,1 %). После войны в Грузии 2008 года ущелье (а за ним и весь Ленингорский (Ахалгорский район) перешёл под полный контроль Южной Осетии. Часть грузин покинула район в ходе войны, боясь преследований, дискриминации, закрытия границы. В этом районе имеется единственный пропускной пункт (связывающий Южную Осетию с остальной частью Грузии) к югу от села Мосабруни.